# Neustadtgödens
Neustadtgödens is een dorp (Ortsteil) in de gemeente Sande in de Duitse deelstaat Nedersaksen. Tot 1972 was het dorp onderdeel van het Landkreis Wittmund, en daarmee van Oost-Friesland. Sindsdien maakt het deel uit van het Landkreis Friesland. Neustadtgödens is met name bekend door zijn religieuze verscheidenheid. Het centrum van het dorp is een beschermd dorpsgezicht.

## Geschiedenis
Na de Antoniusvloed in januari 1511 bereikte de Jadeboezem zijn grootste omvang. Nadien werd in opdracht van Hebrich von Inn- und Kniphausen († 1571), echtgenote van de toenmalige hoofdeling van de Heerlijkheid Gödens, begonnen met het terugwinnen van land door omvangrijke dijkbouw-projecten. In het kader hiervan werd in 1544 een zijl gebouwd welke de kern werd van het latere Neustadtgödens. De nieuwe stichting werd vernoemd naar de heerlijkheid. In deze begintijd was het door het hoofdelingenpaar aangenomen calvinisme sinds 1558 de verplichte godsdienst in het dorp, en men was voor de kerkgang op de gereformeerde kerk van Dykhausen aangewezen. In deze tijd werd ook een haven aangelegd, en werden  handelsbetrekkingen aangeknoopt met o.a. Bremen, Hamburg, Amsterdam en Emden. Rond het jaar 1600 werd verderop de Ellenser Damm aangelegd, wat de toegang van Neustadtgödens tot de open zee beëindigde, en ook de economische bloei. Wel wist hoofdeling  Haro von Frydag (1578–1637) tolvrijheid voor de schepen uit Neustadtgödens te bedingen. De plaats schakelde over op handel en, vooral na de Dertigjarige Oorlog (1618-1648), textielnijverheid. Er immigreerden nu mennonieten , gereformeerden , lutheranen en rooms-katholieken en  vanaf 1708 ook joden, die elders alles kwijtgeraakt waren.  Door de eigenaar van de heerlijkheid, de familie von Frydag, werd hun tegen betaling religieuze tolerantie gegarandeerd. Tot de eerste bewoners van Neustadtgödens behoorde met name een grote groep Mennonieten uit de Nederlanden, die hun kennis van dijkenbouw meenamen. De religieuze tolerantie kreeg een verdere impuls door het huwelijk in 1639 van de heer van Gödens, Franz Ico von Frydag (1606-1652) met de katholieke Margarethe Elisabeth von Westerholt. Vijftig jaar na de stichting kende het dorp met tussen de 700 en 800 inwoners gebedshuizen voor vijf verschillende confessies: naast de Doperse vermaning, een lutherse, katholieke en hervormde kerk en, ten minste sedert circa 1750, een synagoge.
Anton Franz Freiherr von Wedel bracht  het evangelisch-lutherse geloof naar het Huis Gödens. In 1776 werd hij als dank voor de hulp, die hij bij de inbezitneming van Oost-Friesland door het Koninkrijk Pruisen had verleend, door koning Frederik de Grote tot erfelijk graaf verheven. Nog altijd is een graaf von Wedel eigenaar van kasteel Gödens.

## Bezienswaardigheden
De vijf historische (en onder monumentenzorg staande) godshuizen in het historische dorpscentrum zijn bewaard gebleven. De mennonietenkerk of Doopsgezinde Vermaning (1741) werd in 1841 wegens gebrek aan kerkleden voor de eredienst gesloten. Het gebouw was in 2019 als horecagelegenheid in gebruik. De voormalige synagoge is als joods herdenkingscentrum in gebruik en opengesteld voor publiek. De  lutherse kerk dateert uit 1695, de toren werd er in 1714 aangebouwd.  De in 1715 gebouwde gereformeerde kerk is niet meer als zodanig in gebruik, maar is als dubbel vakantiehuis ingericht. Zie onderstaande afbeeldingen.

## Afbeeldingen

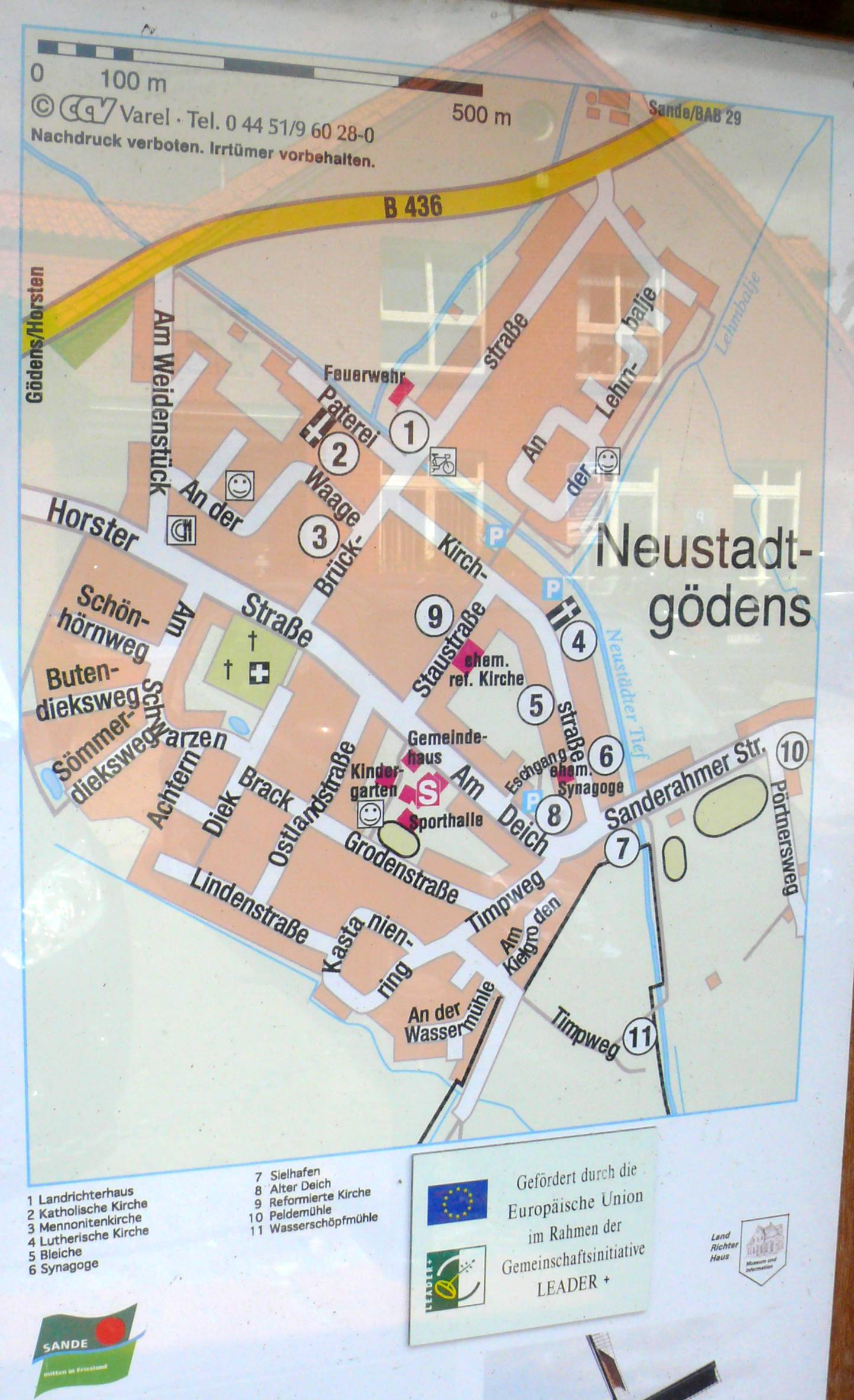
Kaartje van de bezienswaardigheden in het dorp
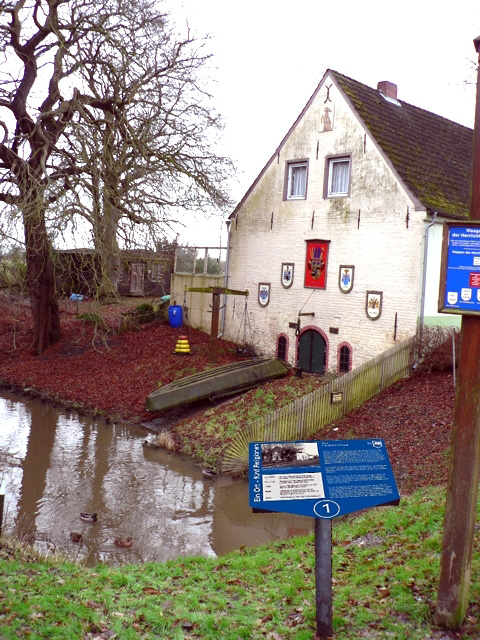
Voormalige zijl, met waaggebouw (nr. 7 op het kaartje)
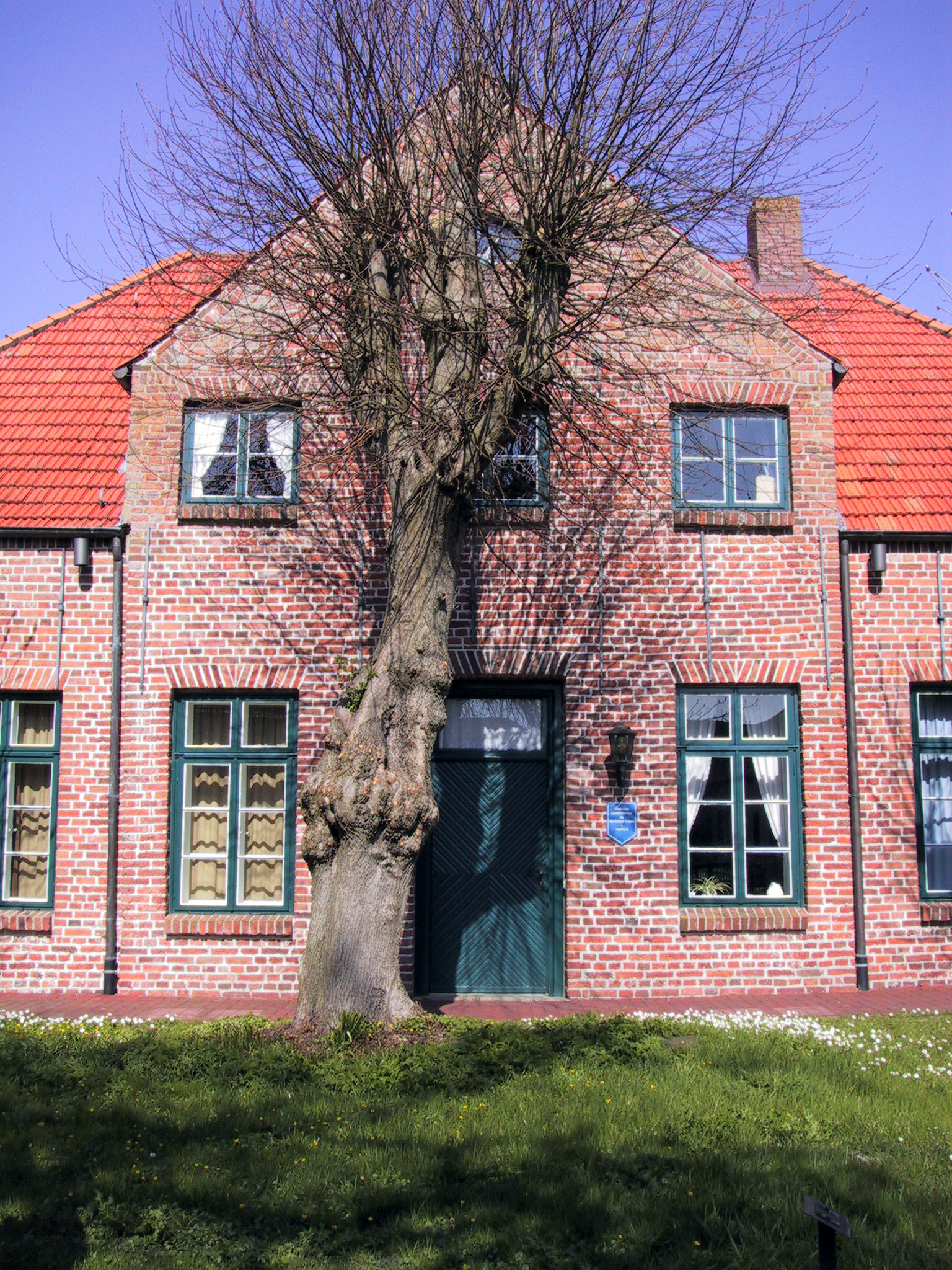
Landrichterhaus (streek- en historisch museum) (nr. 1)
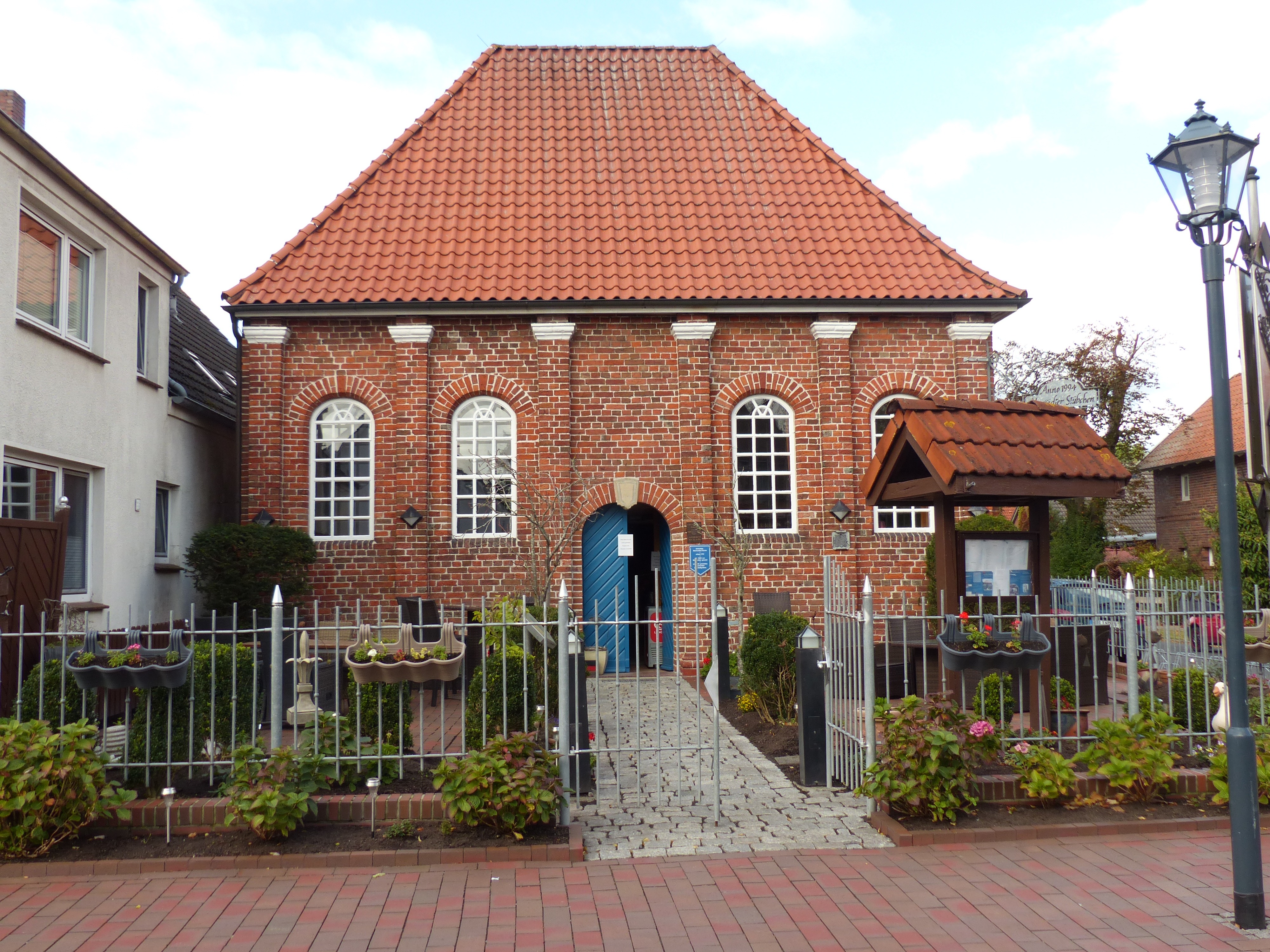
Voormalige mennonietenkerk (1741) (nr. 3)
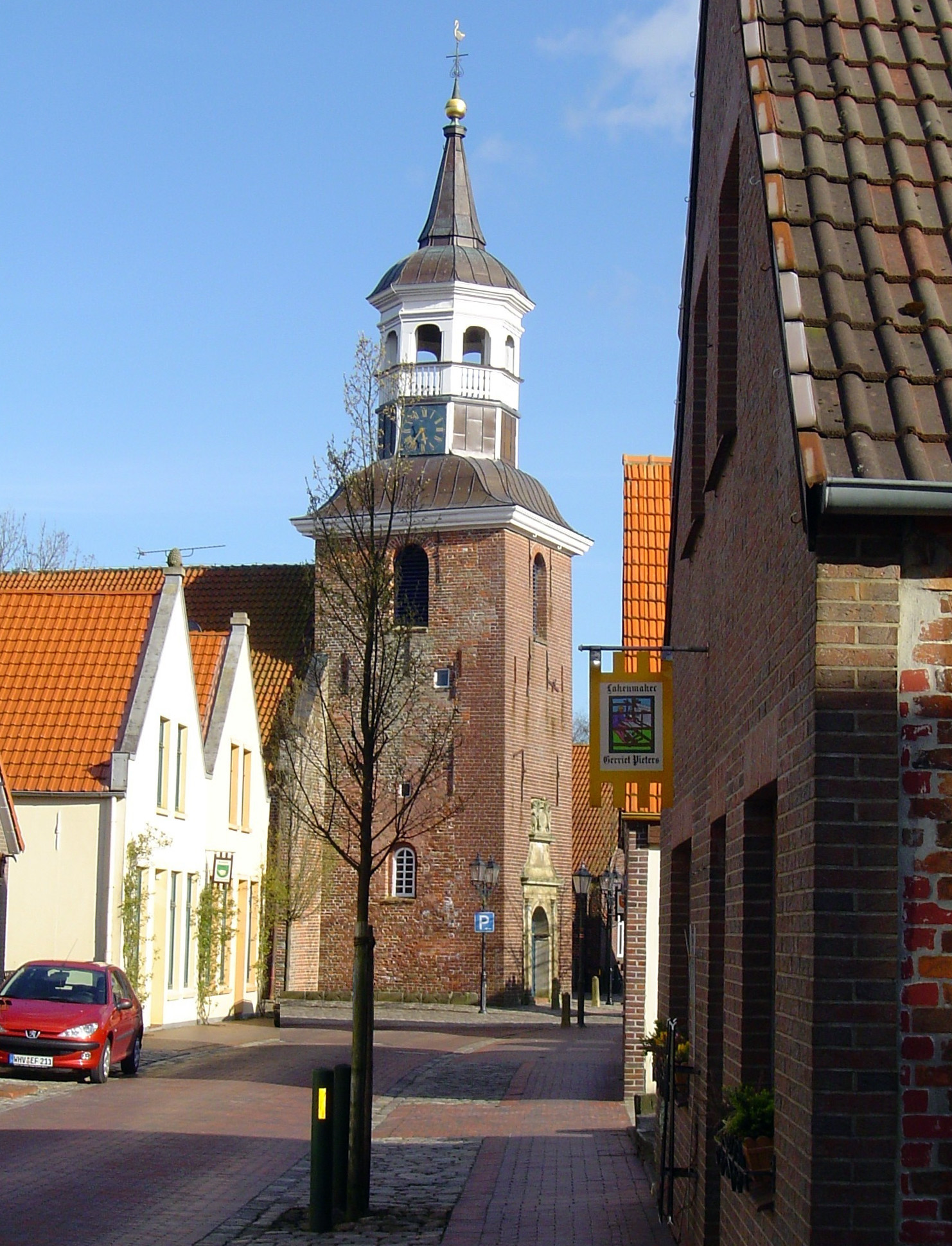
De toren van de lutherse kerk (nr. 4)
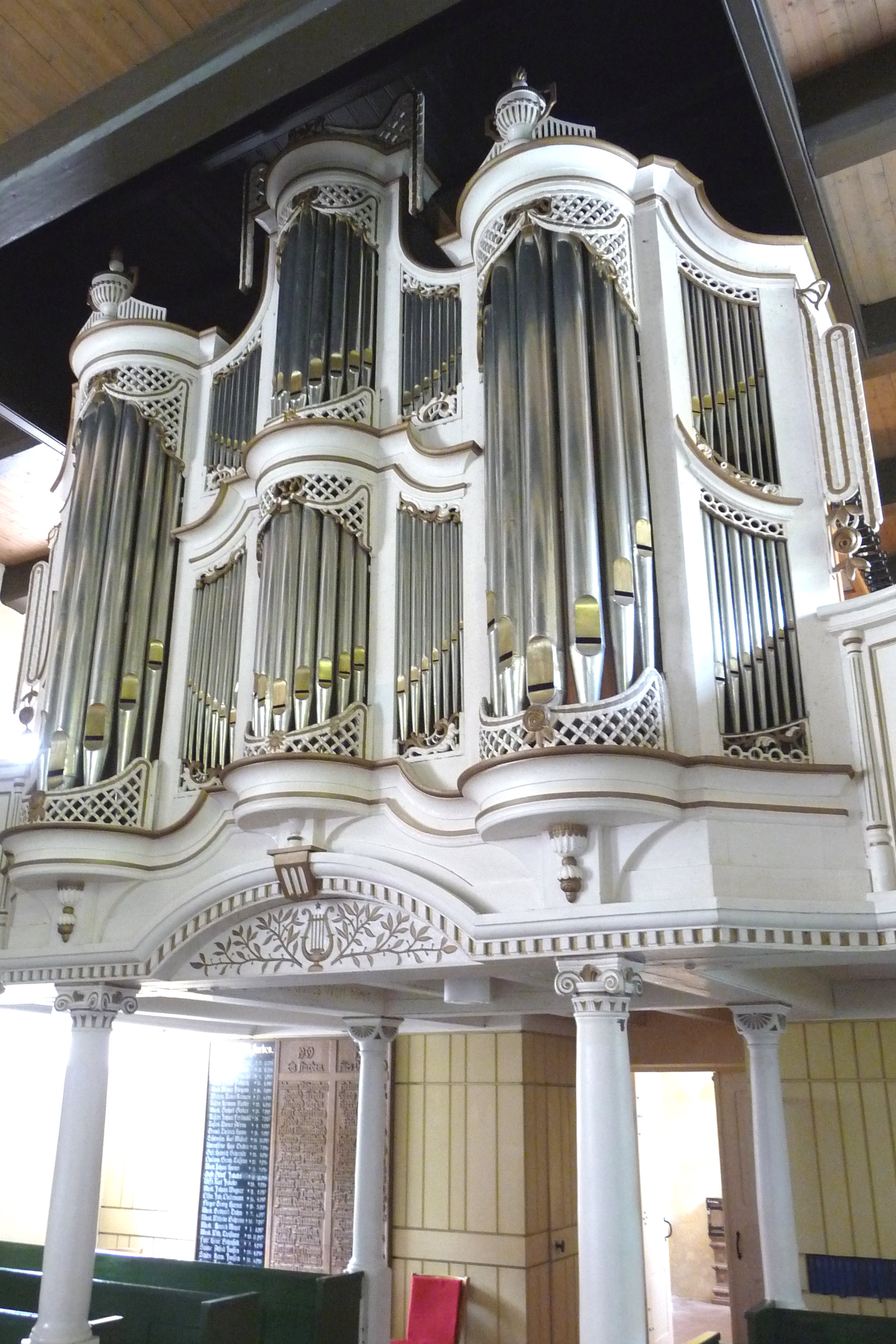
Orgel (1798) in deze kerk, van de hand van Johann Gottfried Rohlfs
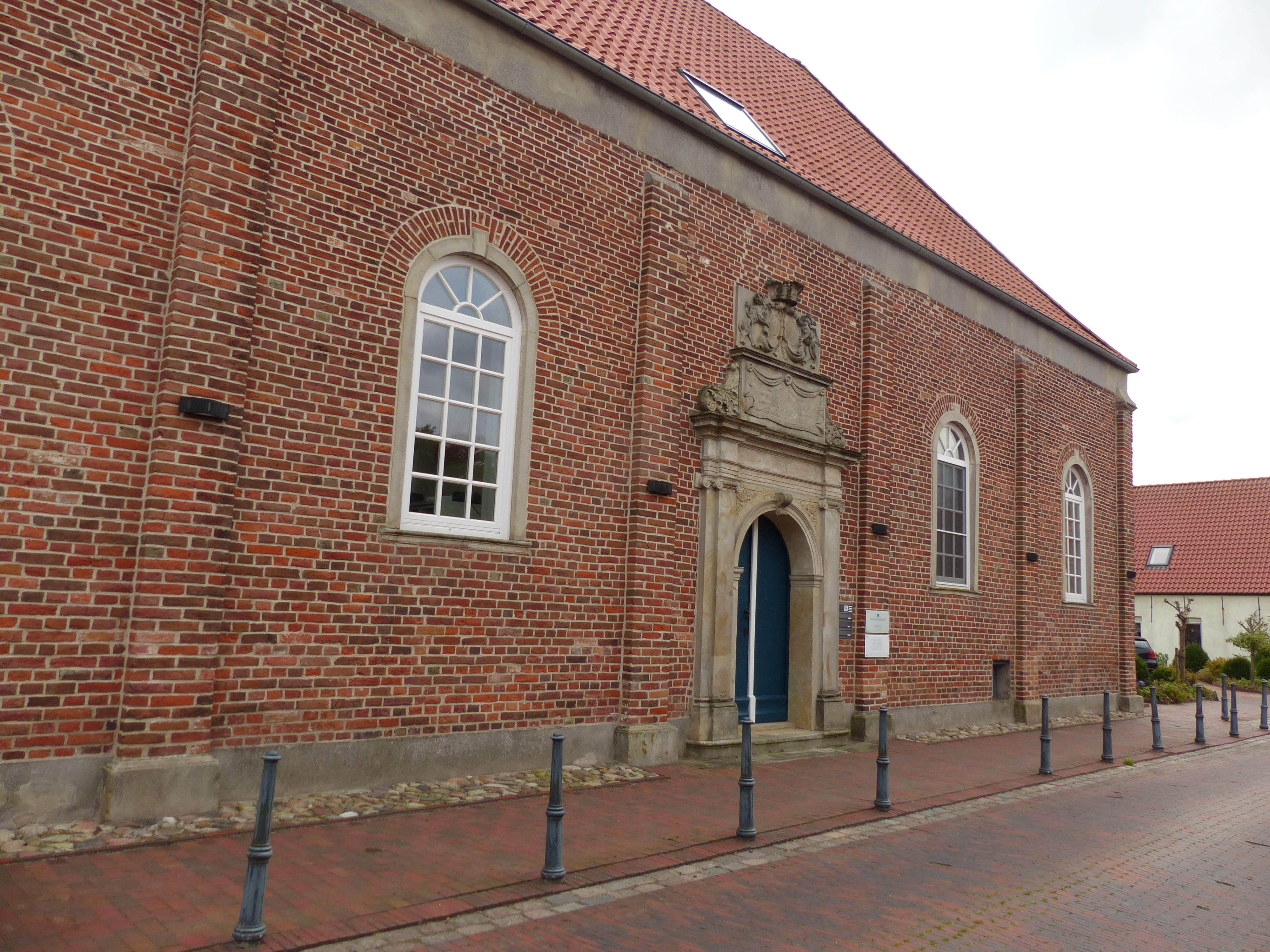
De gereformeerde kerk (nr. 9)
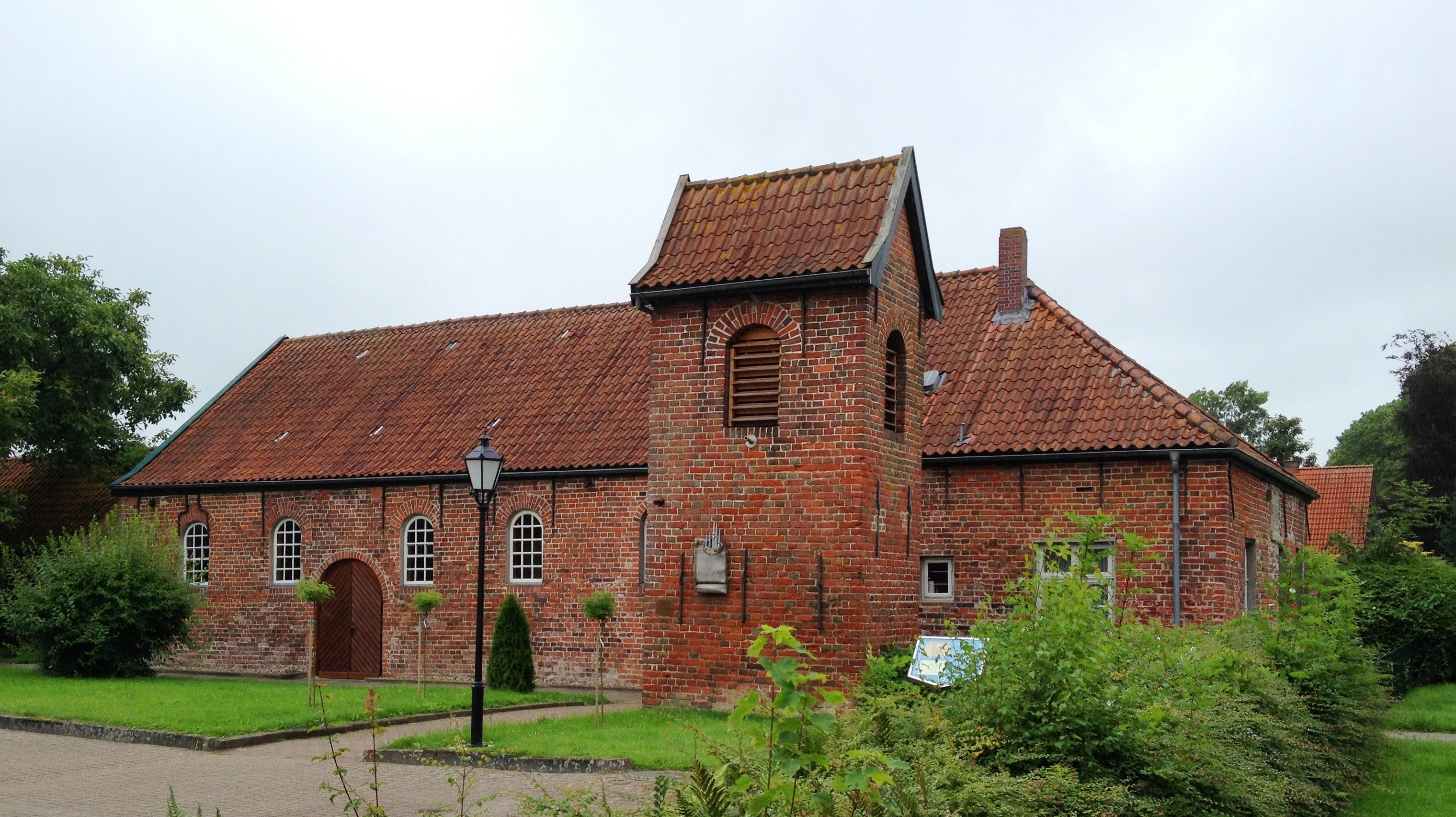
De in 1715 gebouwde R.K. Sint-Jozefkerk (nr. 2)
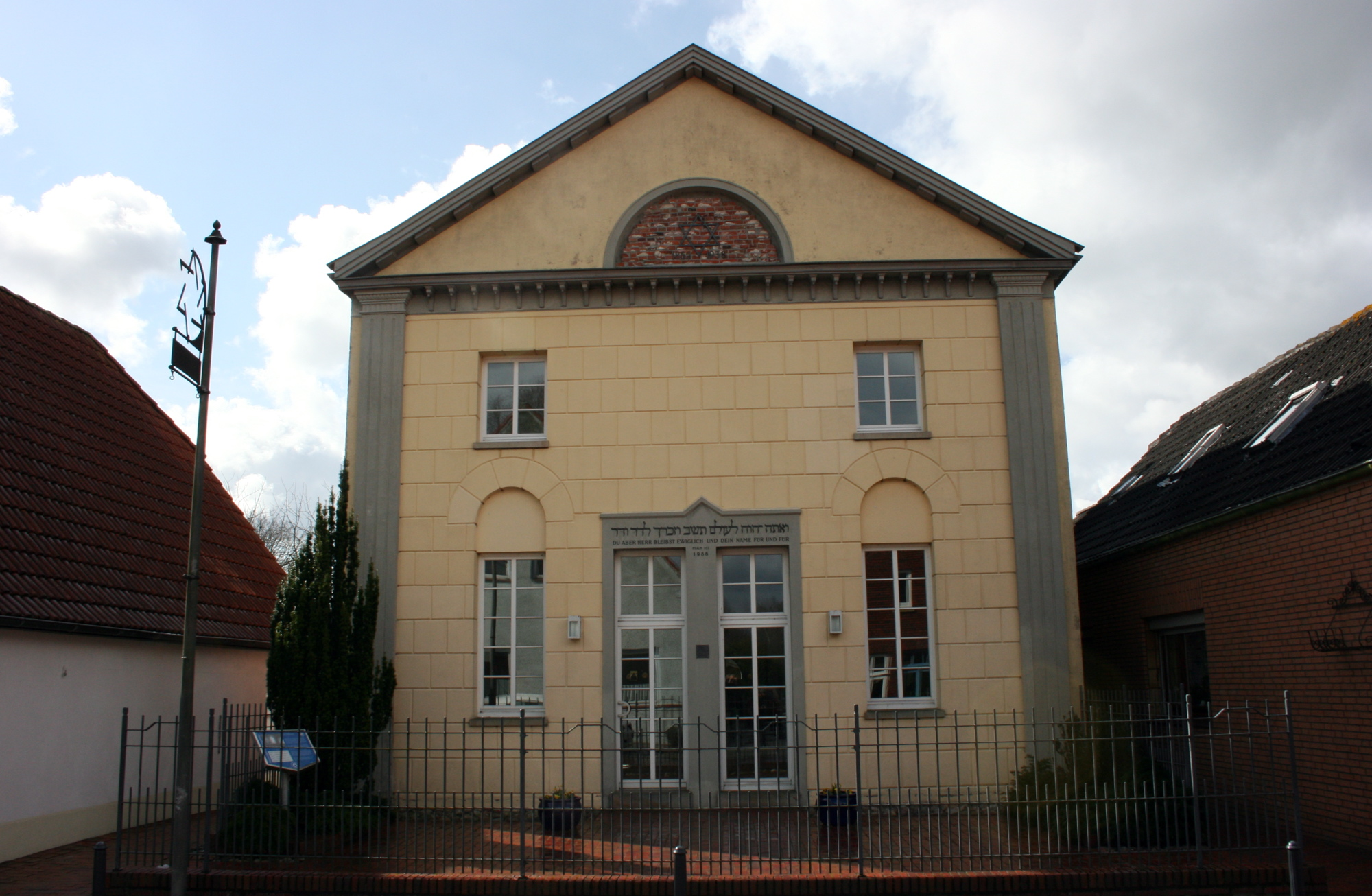
De synagoge (nr. 6)
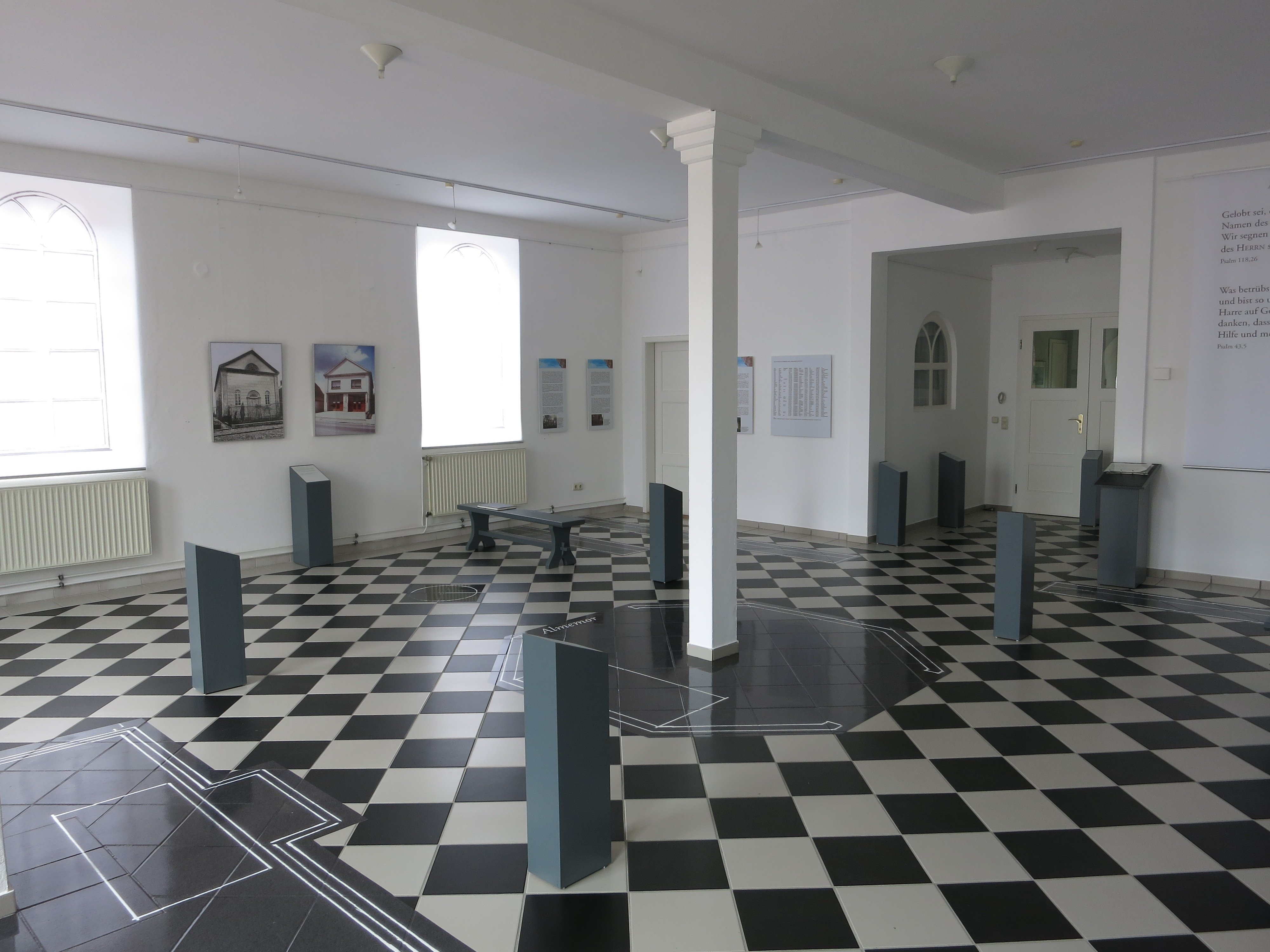
interieur voormalige synagoge
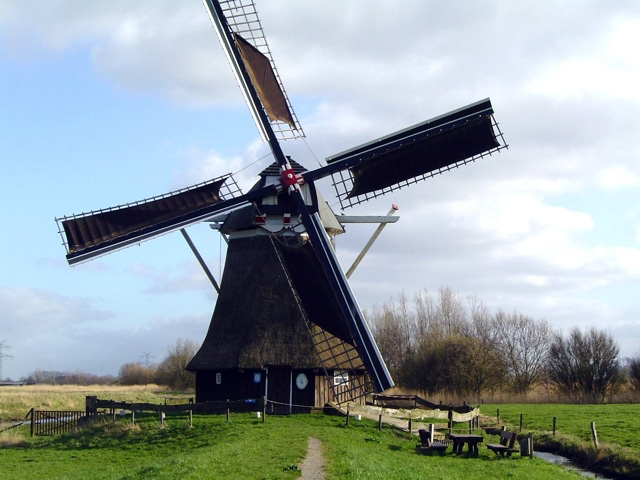
De Wedelfelder molen (1844), die als poldergemaal dienst heeft gedaan (nr. 11)

- Gemeinsame Normdatei: 4364044-8
- Nationale Bibliotheek van Israël: 987007494373905171
- Virtual International Authority File: 150918545